# Röd klockmossa
Röd klockmossa (Encalypta rhaptocarpa) är en bladmossart som beskrevs av Schwaegrichen 1811. Röd klockmossa ingår i släktet klockmossor, och familjen Encalyptaceae. Arten är reproducerande i Sverige. Inga underarter finns listade i Catalogue of Life.